# 東北伊薩卡 (紐約州)
東北伊薩卡（英語：Northeast Ithaca）是位於美國紐約州湯普金斯縣的普查規定居民點。

## 人口
根據2020年美國人口普查的數據，東北伊薩卡的面積為3.82平方千米，當中陸地面積為3.81平方千米，而水域面積為0.01平方千米。當地共有人口2701人，而人口密度為每平方千米707.07人。